# Batgirl and the Birds of Prey
Batgirl and the Birds of Prey (em português: Batgirl e as Aves de Rapina) é uma revista mensal de história em quadrinhos publicada originalmente nos EUA pela DC Comics. Escrita pelas irmãs Julie Benson e Shawna Benson com desenhos de Claire Roe e  Antonio Neto. Começou a ser publicada em julho de 2016 como parte da reformulação Renascimento (em inglês: Rebirth, 2016–).
A nova HQ da Batgirl, traz de volta a equipe clássica das Aves de Rapina do pós-Crise, com Caçadora (Helena Bertinelli) e Canário Negro (Dinah Lance) ao lado de Barbara Gordon, sugerindo uma continuidade aos eventos vistos em Os Novos 52!.

## Histórico da publicação

### Nos Estados Unidos
Anunciado como parte do Renascimento, o título estreou em 20 de julho de 2016 (cover date: setembro de 2016) através do one-shot Batgril and the Birds of Prey: Rebirth #1 que foi uma prévia para as edições mensais da revista. O primeiro arco de histórias foi intitulado "Who Is Oracle?".
A série é escrita por Julie Benson e Shawna Benson. Claire Roe ilustrou Rebirth # 1 e e as edições #1 até a #3 da série mensal.  Antonio Neto assumiu as ilustrações a partir da edição #4 e completou o arco "Who Is Oracle?".

## Sinopse
A sinopse oficial publicada diz o seguinte:
"Batgirl e Canário Negro estão juntas de novo, trabalhando em um caso que atinge a relação das duas bem no centro. Alguém desvendou o maior segredo que Barbara Gordon já manteve: seu tempo como a Oráculo, a mais poderosa hacker do planeta. E não só eles conhecem o segredo dela, como usam seu nome para vender informações perigosas a criminosos, e um desses negócios traz perigo para Gotham City. Helena Bertinelli deixa de lado o codinome de Spyral e veste o capuz da Caçadora, fazendo o sangue da máfia correr pelas ruas! Tudo o que você achou que estava escondido será revelado se o [novo] Oráculo conseguir o que quer".

## Coletâneas

### Originais (Estados Unidos)
As edições do one-shot assim como da série regular foram compiladas nos seguintes encadernados:
| Título                 | Págs. | Publicação            | Histórias originais                                                          | ISBN           | Ref.   |
| ---------------------- | ----- | --------------------- | ---------------------------------------------------------------------------- | -------------- | ------ |
| Vol. 1: Who is Oracle? | 168   | 5 de abril de 2017    | Batgirl and the Birds of Prey: Rebirth #1 Batgirl and the Birds of Prey #1–6 | 978-1401268671 | [ 8 ]  |
| Vol. 2: Source Code    | 168   | 6 de dezembro de 2017 | Batgirl and the Birds of Prey #7–13                                          | 978-1401273804 | [ 9 ]  |
| Vol. 3: Full Circle    | 216   | 18 de julho de 2018   | Batgirl and the Birds of Prey #14–22                                         | 978-1401277819 | [ 10 ] |

### Brasil
As 23 edições originais da série foram publicadas em língua portuguesa no Brasil pela Panini Brasil (Panini Comics) em três encadernados especiais em formato americano com capa cartão, papel LWC e lombada quadrada.
| Título                             | Págs. | Publicação       | Histórias originais                                                          | Ref.   |
| ---------------------------------- | ----- | ---------------- | ---------------------------------------------------------------------------- | ------ |
| Batgirl e as Aves de Rapina Vol. 1 | 164   | Novembro de 2017 | Batgirl and the Birds of Prey: Rebirth #1 Batgirl and the Birds of Prey #1–6 | [ 12 ] |
| Batgirl e as Aves de Rapina Vol. 2 | 164   | Maio de 2018     | Batgirl and the Birds of Prey #7–13                                          | [ 13 ] |
| Batgirl e as Aves de Rapina Vol. 3 | 196   | Novembro de 2018 | Batgirl and the Birds of Prey #14–22                                         | [ 14 ] |